# Aïn Dorij
Aïn Dorij (arabiska: عين الدريج) är en ort i Marocko, som i folkräkningen räknas som stad i landskommunen Lamjaara. Den ligger i provinsen Ouezzane och regionen Tanger-Tétouan-Al Hoceïma, 160 km öster om huvudstaden Rabat. Antalet invånare var 3 394 vid folkräkningen 2014.